# Рамон Фольк V де Кардона
Раймондо Фольк де Кардона, Рамон Фольк V де Кардона (кат. Ramon Folc V de Cardona; около 1220—1276) — каталонский дворянин, 7-й виконт Кардона (1241—1276).

## Биография
Старший сын Рамона IV Фолька де Кардоны (ок. 1180—1241), 6-го виконта де Кардона (1227—1241), и его жены Инес и Агнес де Тарроха (1191—1243).
Согласно документу № CLXIX Histoire Générale de Languedoc 2nd Edn. Tome V, Preuves, 17 февраля 1231 года, между его отцом Рамоном IV и графом де Фуа, Руже Бернаром II, был заключен брачный договор Рамона с Эсклармондой де Фуа, дочерью Роже Бернара II вместе с брачным контрактом его сестры Брунисенды с братом Эсклармонды, Роже IV, наследником графства Фуа.
В 1238 году Рамон де Кардона сопровождал короля Арагона Хайме I Завоевателя в завоевании королевства Валенсия, дойдя до Мурсии.
После смерти (примерно в 1241 г.) своего отца, Рамона IV, Рамон V унаследовал виконтство Кардона в Каталонии.
В 1256 году Рамон V де Кардона был среди тех, кто сопровождал короля Арагона Хайме I в Сорию, где у него была встреча с королем Кастилии Альфонсо X Мудрым.
30 июля 1257 года, согласно документу № 360 Diplomatari del monestir de Sant Joan de les Abadesses (995—1273), Рамон V подтвердил пожертвование, сделанное его дедом, Гиллемом I, монастырю Сан-Жоан-де-лес-Абадессес.
Затем, следуя по стопам отца, Рамон V выступил против короля Арагона Хайме I Завоевателя, и когда граф Альваро Урхельский, зятем которого он был, потерпел поражение около В 1267 году и изгнанный из своих владений королем Хайме I, Рамон де Кардона был среди тех, кто помогал и защищал Альваро.
В 1274 году Рамон де Кардона отказался отдать свои права на замок Кардона королю, уступив место открытому восстанию против Хайме I.
Рамон V погиб в бою в 1276 году во время обороны своего замка. Ему наследовал его сын Рамон Фольк VI де Кардона.
Смерть Рамона V была отмечена поэтом Сервери де Жирона, покровителем которого был виконт де Кардона.

## Брак и дети
Рамон V первым браком женился на Эсклармонде де Фуа, дочери Роже Бернара II, графа де Фуа, и Эрмесинде де Кастельбон. Первый брак был бездетным.
Затем во втором браке Раймондо V женился на Сибилле де Эмпуриес, дочери Понса IV, графа Эмпуриеса, и его второй жены, Терезы Фернандес де Лара, дочери графа Фернандо Нуньеса де Лара, сеньора Кастрохериса. У Рамона да Сибилла д’Эмпуриес было как минимум двое детей:
- Рамон Фольк VI де Кардона (ок. 1259—1320 г.), 8-й виконт Кардона (1276—1320)
- Сибилла де Кардона, которая, согласно Historia de los condes de Urgel, вышла замуж за Альваро д’Урхеля († 1299), виконта Ажера, сына графа Альваро де Урхеля (1239—1267).